# Moxostoma cervinum
Moxostoma cervinum är en fiskart som först beskrevs av Cope, 1868.  Moxostoma cervinum ingår i släktet Moxostoma och familjen Catostomidae. Inga underarter finns listade i Catalogue of Life.